# Thornwood (Washington)
Thornwood az Amerikai Egyesült Államok északnyugati részén, Washington állam Skagit megyéjében elhelyezkedő önkormányzat nélküli település.
Thornwood postahivatala 1900 és 1912 között működött. A település névadója W. J. Thorne helyi lakos.

## Fordítás
- Ez a szócikk részben vagy egészben  a   Thornwood, Washington című angol Wikipédia-szócikk ezen változatának fordításán alapul.  Az eredeti cikk szerkesztőit annak laptörténete sorolja fel. Ez a jelzés csupán a megfogalmazás eredetét és a szerzői jogokat jelzi, nem szolgál a cikkben szereplő információk forrásmegjelöléseként.